# Byregion Østjylland
Byregion Østjylland, den østjyske byregion eller den østjyske millionby er to betegnelser for et område i Østjylland fra Randers i nord til Haderslev i syd, som i offentlig planlægning forventes at udvikle sig til en metropolregion. Området består af 19 kommuner, de fleste langs motorvej E45, med i alt 1,402 mio. indbyggere, hvilket er 24,2% af Danmarks befolkning. Da regionen dækker 26,8% af Danmarks areal er befolkningstætheden i Byregion Østjylland følgelig en anelse lavere end landsgennemsnittet.
Byregion Østjylland kan ifølge flere rapporter opfattes som et funktionelt sammenhængende område forbundet af infrastruktur og arbejdsmarkeds- og pendlingsrelationer på tværs af kommunale grænser.
Det nye udtryk Byregion Østjylland bruges i betænkningen fra regeringens infrastrukturkommissions betænkning som ét af de seks identificerede indsatsområder.
Området består af Business Region Aarhus med en befolkning på 1.042.644 i nord og Trekantområdet med 422.000 mennesker i syd.

## Baggrund
Den 21. januar 2008 mødtes de 17 kommuner med miljøministeriet og transportministeriet for at formulere visioner og aftale områdets udvikling i fremtiden. Begrebet "den østjyske millionby" opstod i forbindelse med miljøministerens landsplanredegørelse for 2006. Ifølge direktør Hans Henrik Christensen fra Skov- og Naturstyrelsen skal der nu laves en sammenhængende og fremtidssikret plan i lighed med fingerplanen omkring København fra 1947. Det vurderes, at hvis der ikke passes på de grønne områder mellem byerne imellem, vil byerne langs motorvej E45 udvikle sig til én lang, sammenhængende motorvejsby. Derfor skal området styres samlet, så staten kan kontrollere udviklingen.

## Statistik
Tallene nedenfor er for det indre og tættest befolkede område i byregion Østjylland pr. 1. januar 2018.
| kommune                   | indbyggertal | areal km² | tæthed |
| ------------------------- | ------------ | --------- | ------ |
| Aarhus Kommune            | 340.421      | 467,9     | 728    |
| Vejle Kommune             | 114.140      | 1.058,4   | 108    |
| Randers Kommune           | 98.265       | 747,8     | 131    |
| Kolding Kommune           | 92.515       | 604,4     | 153    |
| Silkeborg Kommune         | 92.024       | 850,3     | 108    |
| Horsens Kommune           | 89.598       | 519,4     | 173    |
| Skanderborg Kommune       | 61.158       | 416,9     | 147    |
| Fredericia Kommune        | 51.326       | 133,6     | 384    |
| Favrskov Kommune          | 48.271       | 540,3     | 89     |
| Hedensted Kommune         | 46.616       | 551       | 85     |
| Middelfart Kommune        | 38.210       | 298,9     | 128    |
| Odder Kommune             | 22.626       | 223,7     | 101    |
| Indre byregion Østjylland | 1.095.170    | 6.412,6   | 166    |

Tallene nedenfor er for hele byregion Østjylland pr. 1 januar 2018.
| kommune                  | indbyggertal | areal km² | tæthed |
| ------------------------ | ------------ | --------- | ------ |
| Aarhus Kommune           | 340.421      | 467,9     | 728    |
| Vejle Kommune            | 114.140      | 1.058,4   | 108    |
| Randers Kommune          | 98.265       | 747,8     | 131    |
| Viborg Kommune           | 96.883       | 1.408,9   | 69     |
| Kolding Kommune          | 92.515       | 604,4     | 153    |
| Silkeborg Kommune        | 92.024       | 850,3     | 108    |
| Horsens Kommune          | 89.598       | 519,4     | 173    |
| Skanderborg Kommune      | 61.158       | 416,9     | 147    |
| Haderslev Kommune        | 55.963       | 816,8     | 69     |
| Fredericia Kommune       | 51.326       | 133,6     | 384    |
| Favrskov Kommune         | 48.271       | 540,3     | 89     |
| Hedensted Kommune        | 46.616       | 551       | 85     |
| Vejen Kommune            | 42.844       | 813,7     | 53     |
| Syddjurs Kommune         | 42.468       | 689,8     | 62     |
| Middelfart Kommune       | 38.210       | 298,9     | 128    |
| Norddjurs Kommune        | 38.197       | 721       | 53     |
| Billund Kommune          | 26.482       | 540,2     | 49     |
| Odder Kommune            | 22.626       | 223,7     | 101    |
| Samsø Kommune            | 3.720        | 113,6     | 33     |
| Hele bygerion Østjylland | 1.401.727    | 11.516,6  | 122    |

### Befolkningstæthed

#### Sammenlignet med Danmark
Den østjyske byregion som helhed har en befolkningstæthed på 122, hvilket er lidt mindre end landsgennemsnittet på 135. De 19 kommuner i den østjyske byregion varierer i befolkningstæthed fra 728 indbyggere pr. km² (Aarhus Kommune) til 33 (Samsø Kommune). 5 af de 19 kommuner er tættere befolket end landsgennemsnittet. Den østjyske byregion har en meget ujævn befolkningstæthed, da nogle af "udkantskommunerne" (Vejen, Billund, Syddjurs og Norddjurs) er blandt de 20 tyndest befolkede kommuner i landet. Den indre og tættest befolkede del af byregionen, som består af 12 kommuner har mere end 1 mio indbygger på 6.413 km² og en tæthed på 166, det gør byregionen lidt tættere befolket en landsgennemsnittet. De 5 "udkantskommuner" bidrager med kun 200.000 indbygger med et areal på mere end 3.500 km², hvilket den samlede tæthed noget ned. Sammenligner man byregion Østjylland med de danske amter før kommunalreformen og kommunerne København, Frederiksberg og Bornholm, er byregion Østjylland placeret midt i feltet. Det er bemærkelsesværdigt, at det tidligere Fyns Amt med 136 indbyggere pr. km² var tættere befolket end hele byregion Østjylland, mens det indre af byregionen dog har en lidt højere befolkningstæthed end det tidligere Fyns Amt . Hovedstadsområdet med sine 1.263.698 indbyggere (2015) over 606,5 km² har en befolkningstæthed på 2.084 og altså væsentligt tættere befolket end Byregion Østjylland, der således ikke har samme karaktér af et egentligt byområde.

#### Sammenlignet med Nordeuropa
Byregion Østjylland er væsentlig tyndere befolket end de fleste af de store urbane områder i Nordvesteuropa.
Det skal nævnes at sammenligningerne nedenfor Nederlandene Belgien tyske delstater Ruhrområdet er fra nogle af de tættest befolkede områder i Europa og er derfor ikke gode sammenligninger med byregion Østjylland.
De tolv provinser i Nederlandene er alle tættere befolket end den østjyske byregion. De varierer i befolkningstæthed fra 1.228 til 184 indbyggere pr. km². Tre af provinserne er endog tættere befolket end Aarhus Kommune.  Belgien har 327 kommuner, hvoraf kun tolv er mindre tæt befolket end den østjyske byregion. 91 belgiske kommuner er desuden tættere befolket end Aarhus Kommune. 
13 af de 16 tyske delstater har en højere befolkningstæthed end den østjyske byregion. Heraf er det kun tre delstater som opfattes som bystater (Berlin, Hamborg og Bremen). Ruhrområdet i det vestlige Tyskland har et stort byområde, som er sammenvokset af flere storbyer. Ruhrområdets 5.245.598 indbyggere er fordelt over 4.435 km² med en befolkningstæthed på 1.183 indbyggere pr. km². Ruhrområdet er kun halvt så stort som den østjyske byregion, mens befolkningstætheden er næsten ti gange større. Selv den tættest befolkede østjyske kommune, Aarhus, har en befolkningstæthed, som er kun godt det halve af Ruhrområdets befolkningstæthed.
Stor-Oslo-regionen er en anelse tættere befolket, da den har 1.764.742 mio. indbyggere på 6.920 km², dvs. en befolkningstæthed på 255 pr. km². 
Stor-Stockholms-regionen har 2.377.081 indbyggere (2019) på 6.519 km², en befolkningstæthed på 365 pr. km².

## Højskoler og Universiteter
- Aarhus Universitet
- Syddansk Universitet
- Arkitektskolen Aarhus
- School of Business and Social Sciences
- AARHUS TECH
- Ingeniørområdet ved Aarhus Universitet
- Danmarks Medie- og Journalisthøjskole
- VIA University College